# 11e étape du Tour d'Italie 2014
Pour un article plus général, voir Tour d'Italie 2014.
La 11e étape du Tour d'Italie 2014 s'est déroulée le mercredi 21 mai 2014. Son départ a lieu à Collecchio et son arrivée à Savone après 249 km.

## Déroulement de la course
À noter que le 25 juin 2014, Diego Ulissi (Lampre-Merida) sera contrôlé positif au salbutamol à l'issue de cette étape.

## Résultats

### Classement de l'étape
|    | Coureur            | Pays      | Équipe                  |    | Temps           |
| -- | ------------------ | --------- | ----------------------- | -- | --------------- |
| 1  | Michael Rogers     | Australie | Tinkoff-Saxo            | en | 5 h 48 min 07 s |
| 2  | Simon Geschke      | Allemagne | Giant-Shimano           |    | 10 s            |
| 3  | Enrico Battaglin   | Italie    | Bardiani CSF            |    | 10 s            |
| 4  | Wilco Kelderman    | Pays-Bas  | Belkin                  |    | 10 s            |
| 5  | Gianluca Brambilla | Italie    | Omega Pharma-Quick Step |    | 10 s            |
| 6  | Moreno Moser       | Italie    | Cannondale              |    | 10 s            |
| 7  | Ryder Hesjedal     | Canada    | Garmin-Sharp            |    | 10 s            |
| 8  | Matteo Rabottini   | Italie    | Neri Sottoli            |    | 10 s            |
| 9  | Fabio Duarte       | Colombie  | Colombia                |    | 10 s            |
| 10 | Alexis Vuillermoz  | France    | AG2R La Mondiale        |    | 10 s            |

### Points attribués
|   | Cycliste          | Pays      | Équipe       | Points |
| - | ----------------- | --------- | ------------ | ------ |
| 1 | Enrico Barbin     | Italie    | Bardiani CSF | 10     |
| 2 | Eduard Vorganov   | Russie    | Katusha      | 6      |
| 3 | Daniel Moreno     | Espagne   | Katusha      | 3      |
| 4 | Nicolas Roche     | Irlande   | Tinkoff-Saxo | 2      |
| 5 | Jonathan Monsalve | Venezuela | Neri Sottoli | 1      |

|    | Cycliste           | Pays      | Équipe                  | Points |
| -- | ------------------ | --------- | ----------------------- | ------ |
| 1  | Michael Rogers     | Australie | Tinkoff-Saxo            | 25     |
| 2  | Simon Geschke      | Allemagne | Giant-Shimano           | 22     |
| 3  | Enrico Battaglin   | Italie    | Bardiani CSF            | 20     |
| 4  | Wilco Kelderman    | Pays-Bas  | Belkin                  | 18     |
| 5  | Gianluca Brambilla | Italie    | Omega Pharma-Quick Step | 16     |
| 6  | Moreno Moser       | Italie    | Cannondale              | 14     |
| 7  | Ryder Hesjedal     | Canada    | Garmin-Sharp            | 12     |
| 8  | Matteo Rabottini   | Italie    | Neri Sottoli            | 10     |
| 9  | Fabio Duarte       | Colombie  | Colombia                | 8      |
| 10 | Alexis Vuillermoz  | France    | AG2R La Mondiale        | 6      |
| 11 | Julián Arredondo   | Colombie  | Trek Factory Racing     | 5      |
| 12 | Damiano Cunego     | Italie    | Lampre-Merida           | 4      |
| 13 | Cadel Evans        | Australie | BMC Racing              | 3      |
| 14 | Maxime Monfort     | Belgique  | Lotto-Belisol           | 2      |
| 15 | José Herrada       | Espagne   | Movistar                | 1      |

### Cols et côtes
|   | Cycliste                   | Pays      | Équipe              | Points |
| - | -------------------------- | --------- | ------------------- | ------ |
| 1 | Julián Arredondo           | Colombie  | Trek Factory Racing | 14     |
| 2 | Björn Thurau               | Allemagne | Europcar            | 9      |
| 3 | Nicolas Roche              | Irlande   | Tinkoff-Saxo        | 6      |
| 4 | Francesco Manuel Bongiorno | Italie    | Bardiani CSF        | 4      |
| 5 | Ivan Rovny                 | Russie    | Tinkoff-Saxo        | 2      |
| 6 | Philip Deignan             | Irlande   | Sky                 | 1      |

|   | Cycliste          | Pays     | Équipe                       | Points |
| - | ----------------- | -------- | ---------------------------- | ------ |
| 1 | Julián Arredondo  | Colombie | Trek Factory Racing          | 14     |
| 2 | Georg Preidler    | Autriche | Giant-Shimano                | 9      |
| 3 | Franco Pellizotti | Italie   | Androni Giocattoli-Venezuela | 6      |
| 4 | Alberto Losada    | Espagne  | Katusha                      | 4      |
| 5 | Pierre Rolland    | France   | Europcar                     | 2      |
| 6 | Edoardo Zardini   | Italie   | Bardiani CSF                 | 1      |

## Classements à l'issue de l'étape

### Classement général
|    | Cycliste           | Pays      | Équipe                  |    | Temps            |
| -- | ------------------ | --------- | ----------------------- | -- | ---------------- |
| 1  | Cadel Evans        | Australie | BMC Racing              | en | 48 h 39 min 04 s |
| 2  | Rigoberto Urán     | Colombie  | Omega Pharma-Quick Step | +  | 57 s             |
| 3  | Rafał Majka        | Pologne   | Tinkoff-Saxo            |    | 1 min 10 s       |
| 4  | Domenico Pozzovivo | Italie    | AG2R La Mondiale        |    | 1 min 20 s       |
| 5  | Steve Morabito     | Suisse    | BMC Racing              |    | 1 min 31 s       |
| 6  | Fabio Aru          | Italie    | Astana                  |    | 1 min 39 s       |
| 7  | Wilco Kelderman    | Pays-Bas  | Belkin                  |    | 1 min 44 s       |
| 8  | Nairo Quintana     | Colombie  | Movistar                |    | 1 min 45 s       |
| 9  | Robert Kišerlovski | Croatie   | Trek Factory Racing     |    | 1 min 49 s       |
| 10 | Ivan Basso         | Italie    | Cannondale              |    | 2 min 01 s       |

### Classement par points
|   | Cycliste        | Pays   | Équipe              | Points |
| - | --------------- | ------ | ------------------- | ------ |
| 1 | Nacer Bouhanni  | France | FDJ.fr              | 220    |
| 2 | Giacomo Nizzolo | Italie | Trek Factory Racing | 196    |
| 3 | Roberto Ferrari | Italie | Lampre-Merida       | 156    |

### Classement du meilleur grimpeur
|   | Cycliste         | Pays     | Équipe              | Points |
| - | ---------------- | -------- | ------------------- | ------ |
| 1 | Julián Arredondo | Colombie | Trek Factory Racing | 75     |
| 2 | Diego Ulissi     | Italie   | Lampre-Merida       | 39     |
| 3 | Stefano Pirazzi  | Italie   | Bardiani CSF        | 26     |

### Classement du meilleur jeune
|   | Cycliste        | Pays     | Équipe       |    | Temps            |
| - | --------------- | -------- | ------------ | -- | ---------------- |
| 1 | Rafał Majka     | Pologne  | Tinkoff-Saxo | en | 48 h 40 min 14 s |
| 2 | Fabio Aru       | Italie   | Astana       | +  | 29 s             |
| 3 | Wilco Kelderman | Pays-Bas | Belkin       |    | 34 s             |

### Classements par équipes

#### Classement aux temps
|   | Équipe                  | Pays       |    | Temps             |
| - | ----------------------- | ---------- | -- | ----------------- |
| 1 | Omega Pharma-Quick Step | Belgique   | en | 145 h 14 min 30 s |
| 2 | AG2R La Mondiale        | France     | +  | 56 s              |
| 3 | BMC Racing              | États-Unis |    | 1 min 11 s        |

#### Classement aux points
|   | Équipe              | Pays       | Points |
| - | ------------------- | ---------- | ------ |
| 1 | Lampre-Merida       | Italie     | 185    |
| 2 | Trek Factory Racing | États-Unis | 184    |
| 3 | Giant-Shimano       | Pays-Bas   | 175    |

### Autres classements
|   | Cycliste       | Pays   | Équipe                       | Points |
| - | -------------- | ------ | ---------------------------- | ------ |
| 1 | Marco Bandiera | Italie | Androni Giocattoli-Venezuela | 32     |
| 2 | Andrea Fedi    | Italie | Neri Sottoli                 | 26     |
| 2 | Elia Viviani   | Italie | Cannondale                   | 19     |

|   | Cycliste        | Pays   | Équipe              | Points |
| - | --------------- | ------ | ------------------- | ------ |
| 1 | Nacer Bouhanni  | France | FDJ.fr              | 25     |
| 2 | Giacomo Nizzolo | Italie | Trek Factory Racing | 23     |
| 3 | Elia Viviani    | Italie | Cannondale          | 21     |

|   | Cycliste        | Pays   | Équipe              | Points |
| - | --------------- | ------ | ------------------- | ------ |
| 1 | Nacer Bouhanni  | France | FDJ.fr              | 14     |
| 2 | Diego Ulissi    | Italie | Lampre-Merida       | 8      |
| 3 | Giacomo Nizzolo | Italie | Trek Factory Racing | 7      |

|   | Cycliste           | Pays     | Équipe                       | Points |
| - | ------------------ | -------- | ---------------------------- | ------ |
| 1 | Andrea Fedi        | Italie   | Neri Sottoli                 | 608    |
| 2 | Marco Bandiera     | Italie   | Androni Giocattoli-Venezuela | 504    |
| 3 | Maarten Tjallingii | Pays-Bas | Belkin                       | 391    |

| \| \| Cycliste \| Pays \| Équipe \| Points \| \| - \| ---------------- \| ------ \| ------------- \| ------ \| \| 1 \| Diego Ulissi \| Italie \| Lampre-Merida \| 12 \| \| 2 \| Nacer Bouhanni \| France \| FDJ.fr \| 12 \| \| 3 \| Enrico Battaglin \| Italie \| Bardiani CSF \| 8 \| |                  |        |               |        |
| | Cycliste         | Pays   | Équipe        | Points |
| 1 | Diego Ulissi     | Italie | Lampre-Merida | 12     |
| 2 | Nacer Bouhanni   | France | FDJ.fr        | 12     |
| 3 | Enrico Battaglin | Italie | Bardiani CSF  | 8      |

## Abandon
- Davide Appollonio (AG2R La Mondiale) : hors délais
- Luke Durbridge (Orica-GreenEDGE) : abandon sur chute
- Michael Matthews (Orica-GreenEDGE) : non-partant
- Nicola Ruffoni (Bardiani CSF) : hors délais
- Fabian Wegmann (Garmin-Sharp) : abandon sur chute